# Limonium minoricense
Limonium minoricense är en triftväxtart som beskrevs av Erben. Limonium minoricense ingår i släktet rispar, och familjen triftväxter. Inga underarter finns listade i Catalogue of Life.